# U-448 (tàu ngầm Đức)
U-448 là một tàu ngầm tấn công  Lớp Type VII thuộc phân lớp Type VIIC được Hải quân Đức Quốc Xã chế tạo trong Chiến tranh Thế giới thứ hai. Nhập biên chế năm 1942, nó đã thực hiện được bốn chuyến tuần tra nhưng không đánh chìm được mục tiêu nào. Trong chuyến tuần tra cuối cùng, U-448 bị các tàu frigate Canada HMCS Swansea và tàu sà lúp Anh HMS Pelican thả mìn sâu đánh chìm trong Đại Tây Dương về phía Đông Bắc quần đảo Azores vào ngày 14 tháng 4, 1944.

## Thiết kế và chế tạo

### Thiết kế

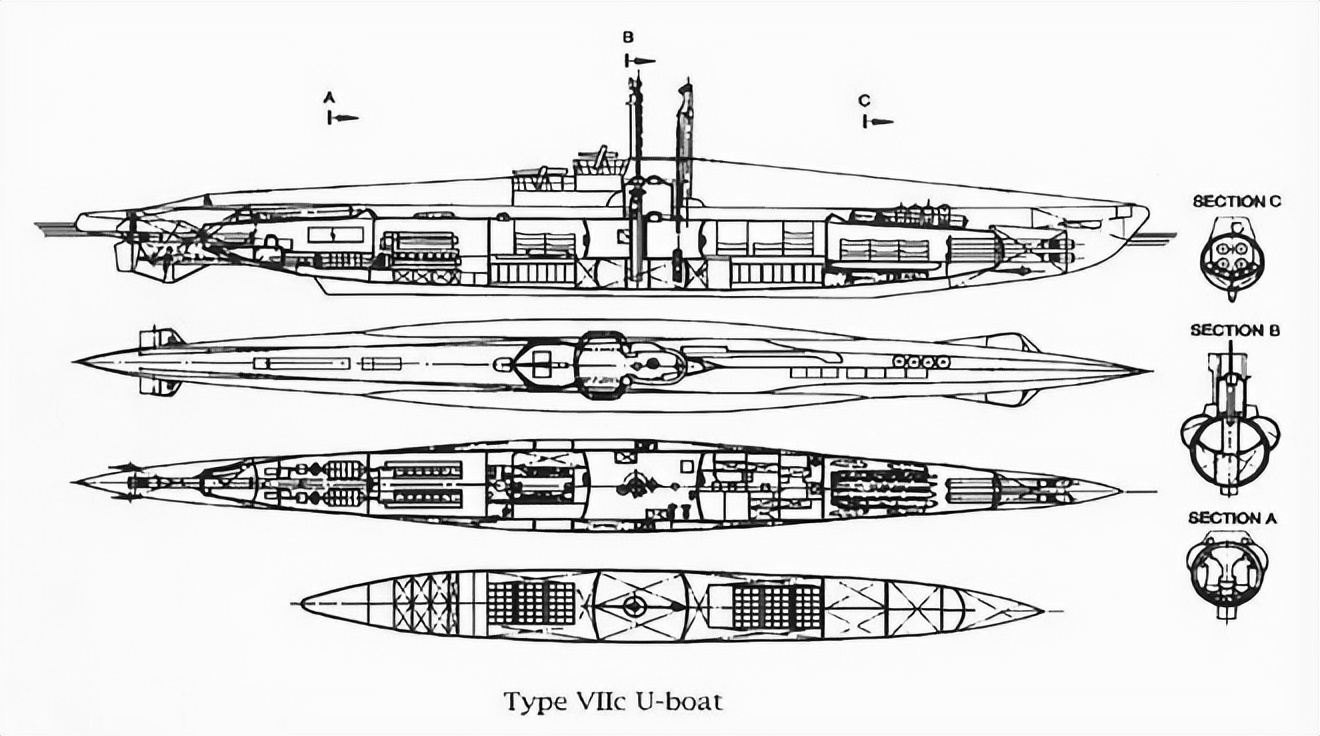
Sơ đồ các mặt cắt một tàu ngầm Type VIIC

Phân lớp VIIC của Tàu ngầm Type VII là một phiên bản VIIB được kéo dài thêm. Chúng có trọng lượng choán nước 769 t (757 tấn Anh) khi nổi và 871 t (857 tấn Anh) khi lặn). Con tàu có chiều dài chung 67,10 m (220 ft 2 in), lớp vỏ trong chịu áp lực dài 50,50 m (165 ft 8 in), mạn tàu rộng 6,20 m (20 ft 4 in), chiều cao 9,60 m (31 ft 6 in) và mớn nước 4,74 m (15 ft 7 in).
Chúng trang bị hai động cơ diesel Germaniawerft F46 siêu tăng áp 6-xy lanh 4 thì, tổng công suất 2.800–3.200 PS (2.100–2.400 kW; 2.800–3.200 bhp), dẫn động hai trục chân vịt đường kính 1,23 m (4,0 ft), cho phép đạt tốc độ tối đa 17,7 kn (32,8 km/h), và tầm hoạt động tối đa 8.500 nmi (15.700 km) khi đi tốc độ đường trường 10 kn (19 km/h). Khi đi ngầm dưới nước, chúng sử dụng hai động cơ/máy phát điện Garbe, Lahmeyer & Co. RP 137/c  tổng công suất 750 PS (550 kW; 740 shp). Tốc độ tối đa khi lặn là 7,6 kn (14,1 km/h), và tầm hoạt động 80 nmi (150 km) ở tốc độ 4 kn (7,4 km/h). Con tàu có khả năng lặn sâu đến 230 m (750 ft).
Vũ khí trang bị có năm ống phóng ngư lôi 53,3 cm (21 in), bao gồm bốn ống trước mũi và một ống phía đuôi, và mang theo tổng cộng 14 quả ngư lôi, hoặc tối đa 22 quả thủy lôi TMA, hoặc 33 quả TMB. Tàu ngầm Type VIIC bố trí một hải pháo 8,8 cm SK C/35 cùng một pháo phòng không 2 cm (0,79 in) trên boong tàu. Thủy thủ đoàn bao gồm 4 sĩ quan và 40-56 thủy thủ.

### Chế tạo
U-448 được đặt hàng vào ngày 6 tháng 8, 1940, và được đặt lườn tại xưởng tàu Schichau-Werke ở Danzig (nay là Gdańsk thuộc Ba Lan) vào ngày 1 tháng 7, 1941. Nó được hạ thủy vào ngày 23 tháng 5, 1942, và nhập biên chế cùng Hải quân Đức Quốc Xã vào ngày 1 tháng 8, 1942 dưới quyền chỉ huy của Hạm trưởng, Trung úy Hải quân Helmut Dauter.

## Lịch sử hoạt động

### 1943
Sau khi hoàn tất việc huấn luyện trong thành phần Chi hạm đội U-boat 8, U-448 được điều sang Chi hạm đội U-boat 7 từ ngày 1 tháng 2, 1943 để hoạt động trên tuyến đầu cho đến khi bị mất.

#### Chuyến tuần tra thứ nhất
Sau khi di chuyển từ cảng Kiel, Đức đến cảng Bergen, Na Uy vào cuối tháng 1, 1943, U-432 khởi hành từ đây vào ngày 6 tháng 2 cho chuyến tuần tra đầu tiên trong chiến tranh. Nó băng qua khe GI-UK giữa quần đảo Faroe và Iceland để vòng qua quần đảo Anh để hoạt động trong vùng biển Bắc Đại Tây Dương về phía Nam Greenland. Nó không đánh chìm được mục tiêu nào, nên kết thúc chuyến tuần tra và hướng về vùng bờ biển Đại Tây Dương của Pháp. Trên đường đi trong vịnh Biscay vào ngày 22 tháng 3, chiếc tàu ngầm bị một máy bay ném bom Vickers Wellington thuộc Liên đội 172 Không quân Hoàng gia Anh thả mìn sâu tấn công, nhưng U-448 đã chạy thoát mà không bị hư hại. Nó về đến cảng St. Nazaire đã bị Đức chiếm đóng vào ngày 25 tháng 3. St. Nazaire trở thành căn cứ hoạt động chính của chiếc tàu ngầm cho đến hết quãng đời hoạt động.

#### Chuyến tuần tra thứ hai và thứ ba
U-448 thực hiện chuyến tuần tra thứ hai từ ngày 17 tháng 4 đến ngày 26 tháng 5, và hoạt động trong khu vực giữa Bắc Đại Tây Dương về phía Tây Bắc quần đảo Azores.
Trong chuyến tuần tra tiếp theo diễn ra từ ngày 14 tháng 9 đến ngày 3 tháng 11, U-448 hoạt động trong vùng biển Bắc Đại Tây Dương về phía Đông Nam Greenland. Vào ngày 17 tháng 10, một thủy phi cơ Short Sunderland thuộc Liên đội 422 Không quân Hoàng gia Canada phát hiện chiếc tàu ngầm qua radar gần Đoàn tàu ONS-20, nên đã tấn công bằng mìn sâu. Tàu ngầm U-281 đang có mặt gần đó nên đã hỗ trợ kháng cự bằng hỏa lực phòng không, và chiếc Sunderland đã bị bắn rơi khiến năm thành viên đội bay tử trận. U-448 cũng chịu đựng hư hại với một thủy thủ tử trận và hai người khác bị thương, nên phải hủy bỏ chuyến tuần tra để quay trở về căn cứ.

### 1943

#### Chuyến tuần tra thứ tư – Bị mất
Xuất phát từ cảng St. Nazaire vào ngày 14 tháng 2, 1943 cho chuyến tuần tra thứ tư, cũng là chuyến cuối cùng, U-448 hoạt động trong vùng biển Bắc Đại Tây Dương cho đến tận eo biển Đan Mạch giữa Greenland và Iceland. Trong chặng quay trở về, ở vị trí về phía Đông Bắc quần đảo Azores vào ngày 14 tháng 4, chiếc tàu ngầm bị các tàu frigate Canada HMCS Swansea và tàu sà lúp Anh HMS Pelican thả mìn sâu đánh chìm tại tọa độ 46°22′B 19°35′T / 46,367°B 19,583°T. Chín thành viên thủy thủ đoàn của U-448 đã tử trận, và có 42 người sống sót được cứu vớt và bị bắt làm tù binh chiến tranh.

### "Bầy sói" tham gia
U-448 từng tham gia mười bầy sói:
- Neptun (18 – 28 tháng 2, 1943)
- Wildfang (28 tháng 2 – 5 tháng 3, 1943)
- Westmark (6 – 7 tháng 3, 1943)
- Amsel (22 tháng 4 – 3 tháng 5, 1943)
- Amsel 3 (3 – 6 tháng 5, 1943)
- Rhein (7 – 10 tháng 5, 1943)
- Elbe 2 (10 – 14 tháng 5, 1943)
- Rossbach (24 tháng 9 – 9 tháng 10, 1943)
- Schlieffen (14 – 18 tháng 10, 1943)
- Preussen (22 tháng 2 – 14 tháng 3, 1944)